# فرودگاه سودبری
فرودگاه سودبری (به انگلیسی: Sudbury Airport) یک فرودگاه همگانی باربری با کد یاتا YSB است که یک باند فرود آسفالت دارد و طول باند آن ۲۰۱۲ متر است. این فرودگاه در کشور کانادا قرار دارد و در ارتفاع ۳۴۸ متری از سطح دریا واقع شده است.

## شرکت‌های هواپیمایی و مقصدهای پروازی

### مسافری
| شرکت‌های هواپیمایی | مقصدهای پروازی                                                              |
| ----------------- | --------------------------------------------------------------------------- |
| ایر کانادا اکسپرس | پیرسون تورنتو                                                               |
| بیرسکین ایرلاینز  | کپوسکیسینگ، نورث بی/جک گارلند، سولت ماریه، تیمینس/ویکتور ام. پاور، تاندر بی |
| پورتر ایرلاینز    | شهری بیلی بیشاپ تورنتو                                                      |
| وست‌جت انکور       | پیرسون تورنتو                                                               |

### باری
| شرکت‌های هواپیمایی                             | مقصدهای پروازی                        |
| --------------------------------------------- | ------------------------------------- |
| فدکس اکسپرس اجرا توسط Morningstar Air Express | تیمینس/ویکتور ام. پاور، پیرسون تورنتو |
| اسکای‌لینک اکسپرس                              | جان سی. منرو همیلتن، سولت ماریه       |

### Medivac
- Air Bravo